# Stazione meteorologica di Casteldelfino
La stazione meteorologica di Casteldelfino è la stazione meteorologica di riferimento relativa alla località di Casteldelfino.

## Coordinate geografiche
La stazione meteo si trova nell'Italia nord-occidentale, in Piemonte, in provincia di Cuneo, nel comune di Casteldelfino, a 1.296 metri s.l.m. e alle coordinate geografiche 44°35′N 7°04′E.

## Dati climatologici
In base alla media del trentennio di riferimento climatico 1961-1990, la temperatura media del mese più freddo, gennaio, si attesta a -3,1 °C; quella del mese più caldo, luglio, è di +16,2 °C .
| Casteldelfino      | Mesi | Mesi | Mesi | Mesi | Mesi | Mesi | Mesi | Mesi | Mesi | Mesi | Mesi | Mesi | Stagioni | Stagioni | Stagioni | Stagioni | Anno |
| Casteldelfino      | Gen  | Feb  | Mar  | Apr  | Mag  | Giu  | Lug  | Ago  | Set  | Ott  | Nov  | Dic  | Inv      | Pri      | Est      | Aut      | Anno |
| ------------------ | ---- | ---- | ---- | ---- | ---- | ---- | ---- | ---- | ---- | ---- | ---- | ---- | -------- | -------- | -------- | -------- | ---- |
| T. max. media (°C) | 0,0  | 5,1  | 8,8  | 11,7 | 15,9 | 19,4 | 22,4 | 21,4 | 18,3 | 12,9 | 5,3  | 2,0  | 2,4      | 12,1     | 21,1     | 12,2     | 11,9 |
| T. min. media (°C) | −6,1 | −5,0 | −1,8 | 1,6  | 5,3  | 8,4  | 10,1 | 9,9  | 8,0  | 3,7  | −0,9 | −4,0 | −5,0     | 1,7      | 9,5      | 3,6      | 2,4  |